# Basili de Bolonya
|  | Per a altres significats, vegeu «Sant Basili». |

Basili de Bolonya va ser bisbe de Bolonya consagrat pel Papa Sant Silvestre cap al 330 i morí un 6 de març, cap al 355, després d'haver regit santament la diòcesi. No se'n coneix més de la vida. Cappeletti pensa que va construir l'església dels Sants Pere i Pau i que deuria ésser sebollit a l'antiga catedral dels sants Nabor i Fèlix.
Se'n discuteix la cronologia i alguns autors el situen després de Faustinià i altres més tard. No obstant això, les llistes de bisbes de Bolonya més actual no l'esmenten; és possible que no existís cap bisbe de la ciutat anomenat Basili i que aquest nom s'atribuís per error a algun dels bisbes reals de la ciutat, canonitzats com els sant Faustinià o Eusebi de Bolonya; a partir d'aquí, l'error es transmetria i passaria a ésser considerat com un sant diferent.
Venerat a les esglésies catòlica i ortodoxa, la seva memòria es va establir el dia 6 de març.